# Episodi di Sherlock Holmes (prima stagione)
La prima stagione della serie televisiva Sherlock Holmes venne trasmessa in prima visione nel Regno Unito dalla BBC tra il 20 febbraio 1965 e l'8 maggio 1965.
In precedenza, il 18 maggio 1964, andò in onda l'episodio pilota della serie.
| nº | Titolo originale                         | Titolo italiano | Prima TV UK      | Prima TV Italia |
| -- | ---------------------------------------- | --------------- | ---------------- | --------------- |
| 0  | The Speckled Band                        |                 | 18 maggio 1964   |                 |
| 1  | The Illustrious Client                   |                 | 20 febbraio 1965 |                 |
| 2  | The Devil's Foot                         |                 | 27 febbraio 1965 |                 |
| 3  | The Copper Beeches                       |                 | 6 marzo 1965     |                 |
| 4  | The Red-Headed League                    |                 | 13 marzo 1965    |                 |
| 5  | The Abbey Grange                         |                 | 20 marzo 1965    |                 |
| 6  | The Six Napoleons                        |                 | 27 marzo 1965    |                 |
| 7  | The Man with the Twisted Lip             |                 | 3 aprile 1965    |                 |
| 8  | The Beryl Coronet                        |                 | 10 aprile 1965   |                 |
| 9  | The Bruce-Partington Plans               |                 | 17 aprile 1965   |                 |
| 10 | Charles Augustus Milverton               |                 | 24 aprile 1965   |                 |
| 11 | The Retired Colourman                    |                 | 1º maggio 1965   |                 |
| 12 | The Disappearance of Lady Frances Carfax |                 | 8 maggio 1965    |                 |